# Anthidium florentinum
Espèce
Anthidium florentinum est une espèce d'abeilles solitaires de la famille des Megachilidae. Comme d'autres espèces de son genre, on peut l'appeler "abeille cotonnière" car elle arrache des poils sur les plantes, les amasse en un ballot de "coton" transporté sous son corps pour garnir son nid (trous du sol, des arbres ou des murs) ; elle ne découpe pas les feuilles ou les pétales comme d'autres espèces de Megachilidae.

## Description
Langue longue, fine. Se distingue par les bords jaune ou rouge brique du thorax. Vole l'été. Mâle nettement plus grand que la femelle.